# Sistema Polivánov
El sistema Polivánov consiste en expresar los fonemas japoneses usando caracteres cirílicos. En Rusia, el sistema oficial de cirilización se denomina sistema Polivánov debido a Yevgueni Polivánov. En Japón se denomina simplemente kiriru moji (キリル文字, letras cirílicas) o roshiamoji (ロシア文字, letras rusas).

## Sistema Polivánov
En la siguiente tabla, se indica entre paréntesis y con cursiva la transliteración correspondiente en el alfabeto latino (sistema Hepburn).
|        | А (a)            | И (i)            | У (u)            | Э (e)            | О (o)            | Я (ya)               | Ю (yu)               | Ё (yo)               |
|        | あ / ア а (a)    | い / イ и (i)    | う / ウ у (u)    | え / エ э (e)    | お / オ о (o)    |                      |                      |                      |
| К (k)  | か / カ ка (ka)  | き / キ ки (ki)  | く / ク ку (ku)  | け / ケ кэ (ke)  | こ / コ ко (ko)  | きゃ / キャ кя (kya) | きゅ / キュ кю (kyu) | きょ / キョ кё (kyo) |
| С (s)  | さ / サ са (sa)  | し / シ си (shi) | す / ス су (su)  | せ / セ сэ (se)  | そ / ソ со (so)  | しゃ / シャ ся (sha) | しゅ / シュ сю (shu) | しょ / ショ сё (sho) |
| Т (t)  | た / タ та (ta)  | ち / チ ти (chi) | つ / ツ цу (tsu) | て / テ тэ (te)  | と / ト то (to)  | ちゃ / チャ тя (cha) | ちゅ / チュ тю (chu) | ちょ / チョ тё (cho) |
| Н (n)  | な / ナ на (na)  | に / ニ ни (ni)  | ぬ / ヌ ну (nu)  | ね / ネ нэ (ne)  | の / ノ но (no)  | にゃ / ニャ ня (nya) | にゅ / ニュ ню (nyu) | にょ / ニョ нё (nyo) |
| Х (h)  | は / ハ ха (ha)  | ひ / ヒ хи (hi)  | ふ / フ фу (fu)  | へ / ヘ хэ (he)  | ほ / ホ хо (ho)  | ひゃ / ヒャ хя (hya) | ひゅ / ヒュ хю (hyu) | ひょ / ヒョ хё (hyo) |
| М (m)  | ま / マ ма (ma)  | み / ミ ми (mi)  | む / ム му (mu)  | め / メ мэ (me)  | も / モ мо (mo)  | みゃ / ミャ мя (mya) | みゅ / ミュ мю (myu) | みょ / ミョ мё (myo) |
|        | や / ヤ я (ya)   |                  | ゆ / ユ ю (yu)   |                  | よ / ヨ ё (yo)   |                      |                      |                      |
| Р (r)  | ら / ラ ра (ra)  | り / リ ри (ri)  | る / ル ру (ru)  | れ / レ рэ (re)  | ろ / ロ ро (ro)  | りゃ / リャ ря (rya) | りゅ / リュ рю (ryu) | りょ / リョ рё (ryo) |
| В (w)  | わ / ワ ва (wa)  |                  |                  |                  | を / ヲ о (wo)   |                      |                      |                      |
|        | ん / ン н (n)    |                  |                  |                  |                  |                      |                      |                      |
|        |                  |                  |                  |                  |                  |                      |                      |                      |
| Г (g)  | が / ガ га (ga)  | ぎ / ギ ги (gi)  | ぐ / グ гу (gu)  | げ / ゲ гэ (ge)  | ご / ゴ го (go)  | ぎゃ / ギャ гя (gya) | ぎゅ / ギュ гю (gyu) | ぎょ / ギョ гё (gyo) |
| ДЗ (z) | ざ / ザ дза (za) | じ / ジ дзи (ji) | ず / ズ дзу (zu) | ぜ / ゼ дзэ (ze) | ぞ / ゾ дзо (zo) | じゃ / ジャ дзя (ja) | じゅ / ジュ дзю (ju) | じょ / ジョ дзё (jo) |
| Д (d)  | だ / ダ да (da)  | ぢ / ヂ дзи (ji) | づ / ヅ дзу (zu) | で / デ дэ (de)  | ど / ド до (do)  | ぢゃ / ヂャ дзя (ja) | ぢゅ / ヂュ дзю (ju) | ぢょ / ヂョ дзё (jo) |
| Б (b)  | ば / バ ба (ba)  | び / ビ би (bi)  | ぶ / ブ бу (bu)  | べ / ベ бэ (be)  | ぼ / ボ бо (bo)  | びゃ / ビャ бя (bya) | びゅ / ビュ бю (byu) | びょ / ビョ бё (byo) |
| П (p)  | ぱ / パ па (pa)  | ぴ / ピ пи (pi)  | ぷ / プ пу (pu)  | ぺ / ペ пэ (pe)  | ぽ / ポ по (po)  | ぴゃ / ピャ пя (pya) | ぴゅ / ピュ пю (pyu) | ぴょ / ピョ пё (pyo) |

### Consonantes dobles
En el sistema Polivánov, las consonantes se doblan idénticamente al rōmaji, por ejemplo: -kk- > -кк-.

### Vocales largas
En el sistema Polivánov, las vocales largas se marcan con dos puntos después de la vocal o bien poniendo un macrón sobre la misma: por ejemplo, tennō > тэнно: o тэнно̄.
Sin embargo, en la mayor parte de textos no especializados, no hay distinción alguna entre vocales largas y cortas.
La secuencia えい se suele transliterar como эй, pero también se puede escribir э:. おう se translitera о: pero おお pasa a оо.

### -nsilábica
Antes de p, b, m, la -n silábica se translitera como м debido a su pronunciación; y antes de vocal o de ya, yu, yo, se translitera como нъ para indicar una separación silábica. En todos los demás casos, se translitera como н.
| Japonés  | Rōmaji  | Cirílico |
| -------- | ------- | -------- |
| しんぶん | shinbun | симбун   |
| さんか   | sanka   | санка    |
| かんい   | kan'i   | канъи    |
| ほんや   | hon'ya  | хонъя    |

## Errores comunes
A menudo, los nombres japoneses se introducen a los rusos no directamente, sino a través del inglés. En inglés, los nombres japoneses se escriben según el sistema Hepburn. Posteriormente, esos nombres romanizados se cirilizan como si fueran nombres ingleses.
Es común transcribir shi como ши y ji como джи, pero es incorrecto, ya que en ruso ши se pronuncia шы y джи se pronuncia джы. El sonido /ы/ es más próximo a la /u/ japonesa que a la /i/ japonesa. Probablemente suponga una mejor aproximación escribir щи, pero el sistema de Polivánov emplea си y дзи. En realidad, la secuencia rusa щи se pronuncia como la secuencia japonesa sshi (por ejemplo, zasshi - revista).
Análogamente, es común transcribir cha, chi, chu, cho como ча, чи, чу, чо. Esto es fonéticamente aceptable, pero por razones de consistencia es preferible seguir las reglas y escribir тя, ти, тю, тё.
A veces la э es reemplazada por е (pero curiosamente no ocurre al principio de palabra a pesar de que hay transliteraciones «latinas» como «yen» y «Yedo» que se podría esperar que se cirilizaran como ен y Едо). Esto es aceptable sólo en palabras que sean de uso general, como kamikaze > камикадзе en vez de камикадзэ. Sin embargo, nunca se puede reemplazar la ё (yo) por е (ye) — ya que la palabra se vería excesivamente modificada. Es común que la ё (yo), si es inicial o va después de vocal, se escriba йо (io), que tiene la misma pronunciación: Ёкосука -> Йокосука (Yokosuka), Тоёта -> Тойота (Toyota). Aunque la secuencia «йо» no es común en ruso, es más aceptable en la cirilización de nombres japoneses que la alternativa «ё».
A pesar de las reglas, algunas palabras japonesas no siguen en la actualidad el sistema Polivánov o tienen una escritura alternativa: Hitachi - Хитачи (no Хитати), Toshiba - Тошиба (no Тосиба), sushi se escribe «суси» o «суши», aunque la segunda es más común.

## Excepciones
Algunos nombres japoneses, por razones históricas, no siguen las reglas anteriores. Por ejemplo,
| Español (Rōmaji)      | Ruso               | Cirilización  | Japonés                     |
| --------------------- | ------------------ | ------------- | --------------------------- |
| Japón (Nihon, Nippon) | Япония             | Нихон, Ниппон | 日本 (にほん, にっぽん)     |
| Tokio (Tōkyō)         | Токио              | То:кё:        | 東京 (とうきょう)           |
| Kioto (Kyōto)         | Киото              | Кё:то         | 京都 (きょうと)             |
| Yokohama              | Иокогама, Йокохама | Ёкохама       | 横浜 (よこはま)             |
| Yokosuka              | Йокосука           | Ёкосука       | 横須賀 (よこすか)           |
| Toyota                | Тойота             | Тоёта         | トヨタ (originalmente 豊田) |
| jujitsu (jūjutsu)     | джиу-джитсу        | дзю:дзюцу     | 柔術 (じゅうじゅつ)         |
| yen (en)              | иена               | ен            | 円 (えん)                   |

Además, muchos nombres de persona que empiezan por «Yo» (o contienen dicha secuencia después de vocal) se escriben con «Йо» en lugar de con «Ё» (por ejemplo, Йоко - Yoko). En general, por alguna razón, la letra Ё no es común en la cirilización del japonés como se puede ver en los ejemplos anteriores, incluso cuando esto afecta a la pronunciación.